# Stade Luigi-Razza
Le stade Luigi-Razza (en italien : Stadio Luigi Razza) est un stade de football italien situé dans la ville de Vibo Valentia, en Calabre.
Le stade, doté de 5 000 places, sert d'enceinte à domicile à l'équipe de football de l'Unione Sportiva Vibonese Calcio.
Il porte le nom de Luigi Razza, ancien ministre des Travaux publics sous l'époque fasciste, originaire de Vibo Valentia et décédé le 7 août 1935 dans un accident d'avion survenu dans le ciel égyptien non loin du Caire.

## Événements

### Matchs internationaux de football
| Date             | Compétition  | Équipes                             | Score | Affluence |
| ---------------- | ------------ | ----------------------------------- | ----- | --------- |
| 12 décembre 2006 | Match amical | Italie espoirs — Luxembourg espoirs | 2-0   | 2 728     |